# Helen Nelson
Pour les articles homonymes, voir Nelson.
Pas d'image ? Cliquez ici

a Compétitions nationales et continentales officielles uniquement.

b Matchs officiels uniquement.
Dernière mise à jour le 31 mai 2025.
Helen Nelson, née le 24 mai 1994 à Inverness (Écosse), est une joueuse internationale écossaise de rugby à XV évoluant au poste de demi d'ouverture. Elle joue en Angleterre, au Loughborough Lightning.

## Biographie
Helen Nelson naît le 24 mai 1994 à Inverness en Écosse. Elle commence la pratique du rugby à XV à l'âge de six ans au Loachaber Ruby Club[réf. nécessaire]. En 2009, elle interrompt la pratique du rugby pour se consacrer au ski alpin : elle fait partie de l'équipe nationale britannique jusqu'en 2012.
Elle reprend le rugby avec les Murrayfield Wanderers et joue en parallèle avec l'université d'Édimbourg où elle étudie la géophysique et la météorologie. En 2017, elle remporte le doublé coupe-championnat avec son club.
En 2018, elle reçoit un contrat fédéral, en vue de la Coupe du monde 2021 et signe dans la foulée au Montpellier RC en France où elle joue une saison[réf. nécessaire] et remporte le championnat. En 2019, elle est sélectionnée avec les Barbarians pour leur première rencontre internationale contre les États-Unis, elle est nommée vice-capitaine.
Elle rejoint ensuite le club de Loughborough Lightning en première division anglaise[réf. nécessaire].
Elle compte 43 sélections en équipe d'Écosse quand elle est retenue en septembre 2022 pour disputer la Coupe du monde en Nouvelle-Zélande.
En 2023, elle est la vice-capitaine de son équipe nationale pour la première édition du WXV en Afrique du Sud, qu'elle remporte au sein de la deuxième poule.

## Palmarès

### En club
- Vainqueur du Championnat d'Écosse en 2017.
- Vainqueur de la Coupe d'Écosse en 2017.
- Vainqueur du Championnat de France en 2020.

### En équipe nationale
- Vainqueur du WXV 2 en 2023.